# Philippe Deschepper
Philippe Deschepper (* 6. August 1949 in Roubaix) ist ein französischer Jazzgitarrist und Komponist.

## Leben und Wirken
Philippe Deschepper begann seine Karriere im Bereich des Traditional Jazz in verschiedenen Ensembles. Während seines Kunststudiums in Lille beschäftigte er sich mit neuer Improvisationsmusik und modernem Jazz und wirkte in zahlreichen Formationen dieser Richtungen mit. So war er Mitbegründer von EAO (Et Autres noms d’Oiseaux) mit dem Schlagzeuger Jacques Mahieux und dem Bassisten Jean-Luc Ponthieux; in Paris spielte er 1981 am Quartett von Henri Texier; er war Mitglied der Big Band de Guitares von Gérard Marais, arbeitete mit Michel Portal, Louis Sclavis, Bernard Lubat, Claude Barthélemy. Schließlich gründete er 1989 das Impossible Trio mit Michel Godard und dem Perkussionisten Youval Micenmacher, spielte mit Sylvain Kassap, Yves Robert, Annick Nozati und Dominique Pifarély. 1986 erschien sein erstes Album unter eigenem Namen Sad Novi sad mit Texier, Godard und Steve Swallow. Im Jahr 2000 erschien das Album (Un)written mit Laurent Hoevanaers und Olivier Benoît. 2009 spielte Philippe Deschepper auch im Duo mit dem Gitarristen Laurent Luci.
Der Gitarrist ist nicht zu verwechseln mit dem Filmproduzenten Philippe de Schepper.